# Estação Judiciary Square
Judiciary Square é uma estação da Linha Vermelha do Metro de Washington, localizada em Washington, D.C..
A estação é vizinha do edifício Jackson Graham Building, centro nervoso e sede do Metro. A estação esta próxima dos principais tribunais de Washington e edifícios da administração municipal.
Esta estação é considerada como o marco inicial do sistema, pois neste local que foram feitas as primeira escavações do Metrô de Washington, em 9 de dezembro de 1969.
Judiciary Square foi inaugurada no dia 22 de março de 1976.

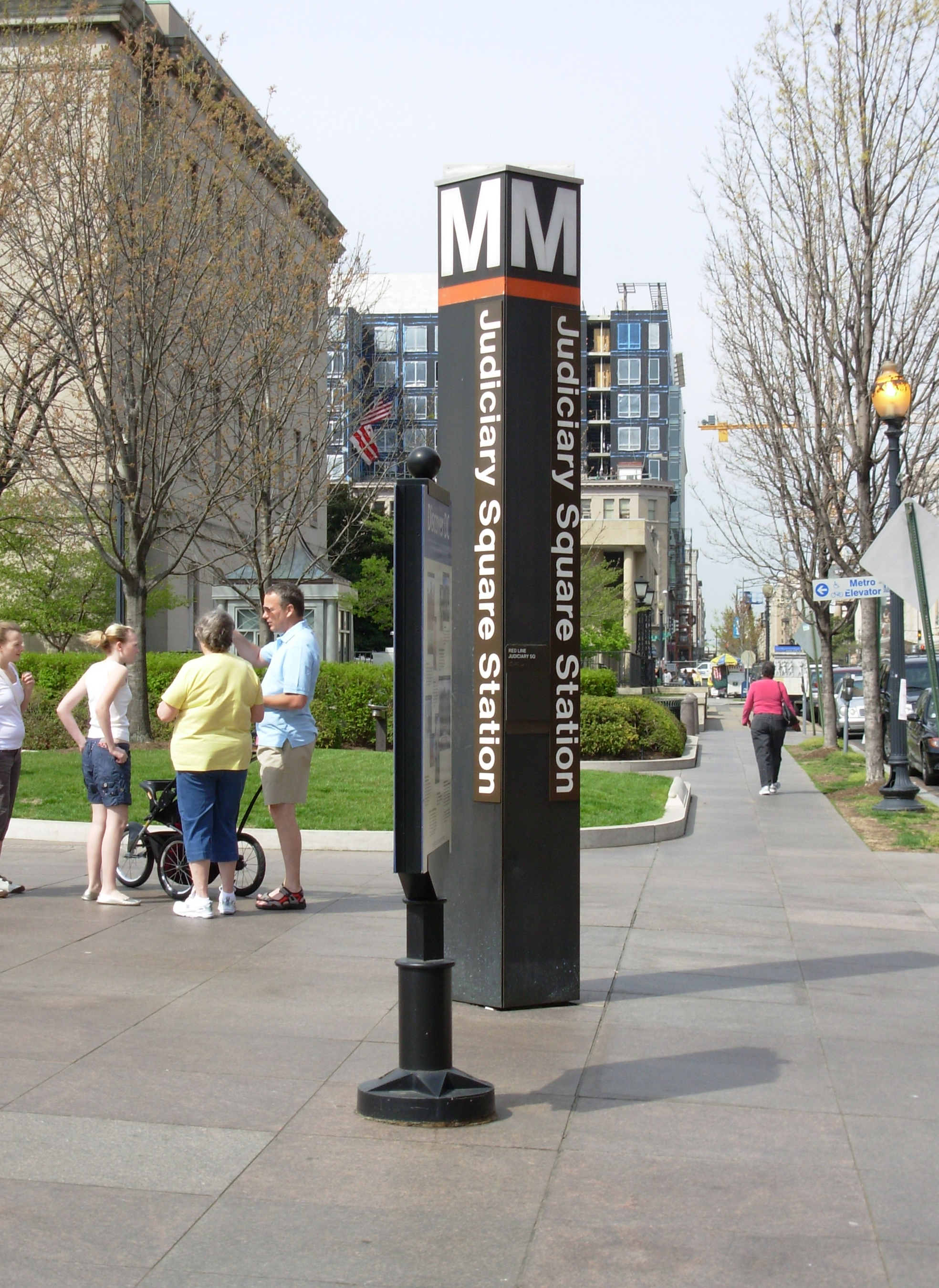
Estação Judiciary Square
sinalização externa.

## Facilidades
A estação conta com duas plataformas laterais, com duas linhas passando no centro.
Não possui estacionamento para veículos. Estão disponíveis lugares para guarda de bicicletas. Wifi disponível.

## Arredores e pontos de interesse
| - United States Court of Appeals for the Armed Forces - E. Barrett Prettyman Courthouse - United States Court of Appeals for the District of Columbia Circuit - United States Court of Appeals for Veterans Claims - United States Tax Court - District of Columbia Court of Appeals - Superior Court of the District of Columbia - One Judiciary Square (D.C. government offices) | - Department of Labor - Fraternal Order of Police - Quartel General - Government Accountability Office - Universidade de Georgetown - Law Center - Jackson Graham Building - Sede do Metro - Estátua de Albert Pike - National Building Museum - National Law Enforcement Officers Memorial - United States Army Corps of Engineers - Quartel General |